# アッチョリケ
アッチョリケは、日本の作曲家、編曲家。東京都出身。現在はフリー。

## 略歴
有限会社バジルのゲームブランドBasiLの処女作『Bless 〜close your eyes, open your mind.〜』でゲーム音楽家としてデビューした。
後にBasiLを離れ、2003年に原画家の西又葵らとともに有限会社（当時）オメガビジョンを設立し、ゲームブランドNavelを立ち上げた。Navel作品の音楽制作を行うとともに、オメガビジョンの代表取締役社長を務めていたが、2016年1月にオメガビジョンの代表取締役及びNavel代表を辞任している。現在はフリー。

## 主な作曲作品
- それは舞い散る桜のように
- SHUFFLE!
- SHUFFLE! (アニメ)
- Soul Link
- 俺たちに翼はない〜Prelude〜
- 俺たちに翼はない
- 俺たちに翼はない (アニメ)

## 代表曲
- YURIA
  - YOU（作曲）
  - ORIGINAL!（作曲）
  - Remember Memories（作曲・編曲）
  - Happy Dream（作曲・編曲）
- 橋本みゆき
  - innocence（作曲）
  - Be Ambitious,Guys!（作曲）
  - Screaming（作曲）
  - Cosmic Rhapsody（作曲）
  - little wish（作曲）
  - natural tone（作曲）
  - Sky Sanctuary（作曲・編曲）
- のみこ
  - 女の子ファンタジー（作曲・編曲）
  - FOR YOUR YELL（作曲・編曲）
- 美郷あき
  - Jewelry tears（作曲・編曲）
  - Cross Illusion（作曲・編曲）

## その他の活動

### ラジオ
- ねぶら（第248、249、289、306回ゲスト）
- じゅうはちキン!-自由ではちゃめちゃRockin' Radio-（第67回ゲスト）
- おれつば振興会 夢ラジオ・俺たちに翼はNIGHT（第5、10、25、47回ゲスト）